# Gordon Fee
Gordon Donald Fee (Ashland (Oregon), 23 mei 1934 – New York, 25 oktober 2022) was een Amerikaans theoloog. Hij doceerde aan Wheaton College, Vanguard University, Gordon Comwell en (vanaf 1986) aan Regent College.
Fee groeide op binnen de Assemblies of God. Zijn vader Donald Horace Fee was voorganger in verschillende kerken in de staat Washington. Fee behaalde een Bachelor of Arts en een Master of Arts aan de Seattle Pacific University en een doctoraat aan de University of Southern California.
Binnen zijn vakgebied stond Fee bekend als een van de experts op het gebied van de pneumatologie en tekstkritiek van het Nieuwe Testament. Hij schreef ook verschillende boeken over de exegese van de Bijbel, waaronder de populaire introductie How to Read the Bible for All Its Worth (samen met Douglas Stuart) en de boeken How to Read the Bible, Book by Book, How to Choose a Translation for all its Worth (samen met Mark L. Strauss) en een belangrijk commentaar op de Eerste brief van Paulus aan de Korintiërs. In de jaren 90 van de 20e eeuw volgde hij Frederick Fyvie Bruce op als hoofdredacteur van de binnen evangelicale kringen gezaghebbende commentarenreeks de New International Commentary of the New Testament.
Fee ontdekte dat de tekst over Johannes 1:8-38 in de Codex Sinaiticus niet de Alexandrijnse tekstgroep, maar de Westerse tekstgroep vertegenwoordigde.
De Amerikaanse theoloog was lid van het Christians for Biblical Equality, een comité van evangelicale christenen die pleiten voor totale gelijkheid tussen man en vrouw in de kerk. Hij was predikant binnen de Assemblies of God en associeerde zichzelf ook met de pinksterbeweging. Tegelijkertijd was hij kritisch op de fundamentalistische elementen en stond bekend als criticus van de voorspoedstheologie.
Bij Fee werd in 2010 alzheimer gediagnosticeerd. Fee overleed op 88 jarige leeftijd thuis in New York.
- Bibsys: 90148813
- Bibliothèque nationale de France: cb121248931 (data)
- Catàleg d'autoritats de noms i títols de Catalunya: 981059719314006706
- CiNii: DA0267200X
- Gemeinsame Normdatei: 122492722
- International Standard Name Identifier: 0000 0000 8115 364X
- Library of Congress Control Number: n81138753
- Nationale Bibliotheek van Letland: 000162579
- Bibliotheek van het Japanse parlement: 00685095
- Nationale Bibliotheek van Tsjechië: mzk2005312822
- Nationale bibliotheek van Australië: 35078959
- Nationale Bibliotheek van Israël: 987007430340705171
- Nationale en Universitaire bibliotheek Zagreb: 000222565
- Nederlandse Thesaurus van Auteursnamen: 069025088
- Réseau des bibliothèques de Suisse occidentale: 02-A003235571
- Istituto Centrale per il Catalogo Unico: PUVV145548
- Système universitaire de documentation: 029675707
- Virtual International Authority File: 36951230
- WorldCat: E39PBJjRYWW6J79xpWmRBrfpfq